# Piazza dei Miracoli
La Piazza dei Miracoli (en català, Plaça dels Miracles) o Piazza del Duomo (Plaça de la Catedral) és una àmplia àrea emmurallada al cor de la ciutat de Pisa, a la Toscana, (Itàlia). Éstà dominada per la catedral de Pisa i altres edificis que hi estan estretament relacionats, constituint un exemple magnífic de complex catedralici medieval. A més de l'església catedral pròpiament dita sobresurten el baptisteri (edifici destinat a l'adminsitració del sagrament del baptisme), el campanar (és la famosa Torre de Pisa) i el Camposanto o cementiri, amb una estructura arquitectònica que recorda la d'un claustre.
El 1987 aquesta plaça va ser declarada Patrimoni de la Humanitat per la UNESCO.
En el seu aspecte actual la plaça està parcialment pavimentada i en gran part coberta per un prat de gespa damunt del qual s'alcen els quatre edificis principals del complex, fets de marbre blanc. Aquest aspecte actual no és pas l'original si no el resultat d'una intervenció del segle xix.

El nom de Piazza dei Miracoli fou creat per l'escriptor i poeta italià Gabriele d'Annunzio en la seva novel·la Forse che sì forse che no (1910), quan va descriure la plaça així:
| « | L'Ardea roteò nel cielo di Cristo, sul prato dei Miracoli. | » |

que significa: «L'Ardea va rotar sobre el cel de Crist, sobre el prat dels Miracles». Sovint, hom confon el terme amb el Campo dei Miracoli («Camp dels Miracles»), lloc fictici que apareix en el conte Les aventures de Pinotxo on una moneda d'or fa créixer un arbre de monedes.

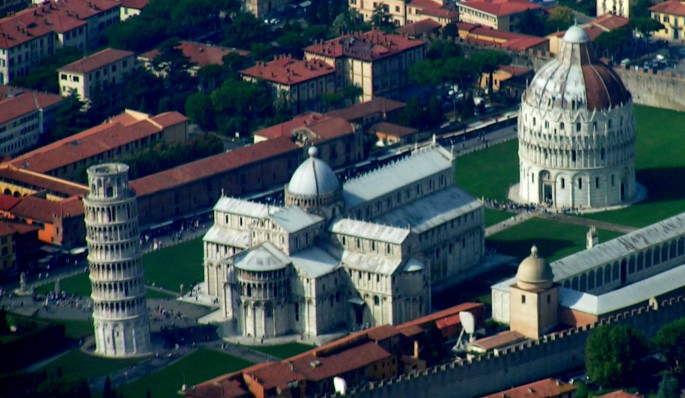
Vista aèria de la Piazza dei Miracoli. La Torre és a l'esquerra, el Duomo
al centre i el Baptisteri i el Camposanto a la dreta.

## Els edificis
La catedral, de planta de creu llatina, constitueix el nucli del conjunt. Davant seu, seguint el mateix eix, es troba el baptisteri, de planta circular i rematat amb una cúpula. Darrere la capçalera de la catedral, s'alça el campanar. El tancament visual del conjunt el proporciona el mur pantalla blanc del Camposanto.
A més d'aquests quatre edificis principals, al voltant de la Piazza dei Miracoli n'hi ha d'altres com els que acullen el Museu de la Cetedral (Museo dell'Opera del Duomo) o el Museu de les Sinopies.
També cal fer esment de les muralles que encerclen el conjunt, amb la Porta de Santa Maria.i de la font monumental anomenada Fontana dei Putti.
El classicisme contemporani de l'escultura Àngel caigut d'Igor Mitoraj que es troba darrere de la capçalera de la catedral encaixa perfectament amb l'estètica predominant en tot el conjunt.